# مؤتمر برلين (1884)

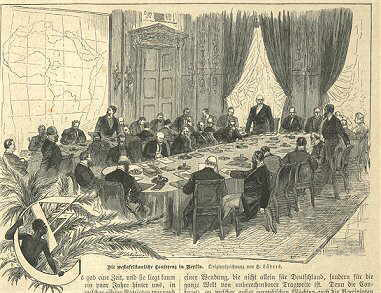
مؤتمر برلين

مؤتمر برلين ((بالألمانية: Kongokonferenz) (بالإنجليزية: Berlin Conference) أو "مؤتمر الكونغو") في 1884–1885 نظـَّم الاستعمار الأوروبي والتجارة في أفريقيا أثناء فترة الإمبريالية الجديدة، وتزامن مع البروز المفاجئ لألمانيا كقوة إمبراطورية. وقد دعت إليه البرتغال ونظمه أوتو فون بسمارك، أول مستشار لألمانيا، ونتيجته، القانون العام لمؤتمر برلين، كثيراً ما يـُنظـَر إليه كتقنين لظاهرة التدافع على أفريقيا. وقد انعقد المؤتمر في فترة من النشاط الاستعماري المتزايد من جانب القوى الأوروبية، بينما في وقت نفسه كانت تلك القوى تقضي على أي صيغ من الحكم الذاتي الأفريقي وتقرير المصير.
يرجع الفضل إلى الملك ليوبولد الثاني ملك بلجيكا في القاء الضوء على مناطق كثيرة من القارة الأفريقية، فقد أرسل البعثات الكشفية والمستكشفين، وبدأ يتضح للعالم أن هناك قارة جديدة وسلالات جديدة تأخذ دورها في الحضارة العالمية (2)، وكان للملك ليوبولد أطماع استعمارية في الكونغو رئاسة المكتشف المشهور ستانلي، واسفرت عن توقيع عدة معاهدات مع زعماء القبائل والحكام الوطنيين الذين تنازلوا عن سيادتهم نظير بعض الهدايا (3).
وكان هدف ليوبولد من هذه الحملات هو الحصول على اعتراف بدولة الكونغو الحرة، ولذلك حاول اغراء رجال الأعمال البريطانيين بممارسة نشاطهم التجاري في المنطقة وعمل على اقناعهم بأن تجارتهم ستكون أكثر أمنا تحت ادارته مما لو كانت تحت إدارة البرتغال أو فرنسا كما حرص في الوقت نفسه على ضرورة اقناع بسمارك بالاعتراف بدولة الكونغو الحرة (1).
وكان للبعثات الكشفية التي ارسلتها بلجيكا إلى أفريقيا بالإضافة إلى انعقاد مؤتمر بروكسل عام 1876 والتقاء سبعة من أشهر المكتشفين في القاء الضوء على الاكتشافات التي تمت في القارة، كما كان لعودة ستانلي عام 1877 من رحلته الشهيرة من أفريقيا الاستوائية واعلان اكتشافاته في أعالي الكونغو اثرا كبيرا على القارة الأفريقية (2).

## التبعات

الادعاءات الأوروبية في أفريقيا، 1913

وكان من أهم نتائج المؤتمر تكوين الهيئة الدولية لكشف أفريقيا، وادخال الحضارة فيها، وتقرر أن تقوم في كل دولة شعبة محلية تابعة لهذه الهيئة فبادرت بلجيكا بتكوين الشعبة البلجيكية، أما فرنسا فقد كانت الشعبة الفرنسية على رأسها دي برازا(3).
وأدى تسابق فرنسا وبلجيكا على الكونغو إلى لفت أنظار الدول الأوروبية وسعى بسمارك الوزير الألماني لعقد مؤتمر في برلين لحل مشكلة الكونغو، وعقد المؤتمر في الفترة ما بين 15 نوفمبر 1884 إلى 26 فبراير 1885 وحضر المؤتمر أربعة عشر دولة منها خمس دول كانت لها النصيب الأكبر في الاهتمام بالقارة الأفريقية، والدول الخمس هي: ألمانيا، بريطانيا، البرتغال، فرنسا، وبلجيكا. ولعب بسمار دورا كبيرا في الموازنة الدولية بين الدول (4) فقد أدرك بأنه لابد من منع تصادم الدول الأوروبية وان استعمار أفريقيا لابد وأن يتم دون صدام مسلح، ويجب أن يتم في اطار مؤتمر دولي لذلك كانت الدول الأوروبية مقتنعة إلى حد كبير بجدوى هذا الأسلوب الدولي ونجحت فكرة عقد المؤتمر (5).
وإذا كان المؤتمر قد عقد لبحث مشكلة الكونغو الا أنه ما لبث أن امتد وشمل عدة مشكلات أخرى وأخيرا تم الاتفاق على الآتي:
1. حياد اقليم الكونغو وحرية الملاحة والتجارة فيه.
2. حرية الملاحة والتجارة في حوض الكونغو والنيجر وحرية التجارة لكل الأمم.
3. عدم فرض أية دولة حمايتها أو سيطرتها على المناطق الساحلية في أفريقيا دون أن تعلن ذلك إلى الدول الأخرى التي وقعت على هذا الاتفاق.
4. عدم اعلان أية دولة الحماية على منطقة من القارة الأفريقية دون أن تكون هذه الحماية مؤيدة باحتلال فعلي.
5. فيما يتعلق بالكونغو فقد تكتلت الدول الأوروبية ضد الاتفاق البريطاني البرتغالي إذ أنها ادركت أن بريطانيا تريد اعطاء الكونغو إلى البرتغال كخطوة أولى في تصفية ممتلكات البرتغال واستيلاء بريطانيا عليها واضطرت بريطانيا تجاه التكتل الدولي الموافقة على قيام دولة الكونغو الحرة Congo Free State وعلى إدارة هيئة الكونغو الأعلى التي يرأسها الملك ليوبولد (1).

## تقييم مؤتمر برلين
كان أول مؤتمر استعماري عقد بين الدول الأوروبية المعنية بالاستعمار، لاقرار الوضع القائم في أفريقيا وتنظيم ما بقى من أراضي القارة، لقد كان انعقاد المؤتمر لتنظيم التجارة، في حوض الكونغو، ولاقرار حرية الملاحة في النيجر، ووضع مبادئ عامة لمنع اصطدام القوى الاستعمارية بعضها ببعض (2). ولذلك فهو يعتبر عملا دوليا لتنظيم السلب والنهب في القارة الأفريقية. لقد أضفى المؤتمر الشرعية الدولية لالتهام القارة، وكان معنى نصوصه أن التملك بوضع اليد جائز في الأراضي غير التابعة لدولة أخرى من الدول الموقعة على الاتفاقية سواء أكانت مسكونة بالقبائل أو الأمم، ولم يكن رؤساء القبائل يقدرون معنى المعاهدات التي وقعوها، ووضعت بلادهم تحت الحماية الاستعمارية على اعتبار أنهم لا وجود لهم في نظر القانون الدولي (1).
وجدير بالذكر أنه عند عقد المؤتمر لم يمثل الأفارقة أي مندوب انما تركت شئون أفريقيا ومصيرها الغامض في يد الدول الأوروبية وكان تقسيم أفريقيا إلى وحدات هو الأساس الذي صارت تعرف به حدود الدول الحديثة (2) كما أن المؤتمر لم يهتم بحقوق الوطنيين ولا أملاكهم وانما عنى فقط بضمان سلامة الدول الأوروبية المستعمرة (3).
وقد ترتب على النص الأخير من المؤتمر بأن كل دولة أرسلت تجارتها وشركائها وجواسيسها ليجوبوا أفريقيا، وليحصلوا على توقيع، أو بصمة الزعماء أو الرؤساء الأفارقة. على معاهدات الحماية، خلال الخمسة عشر سنة التالية لعقد المؤتمر كانت أفريقيا قد تم تقسيمها بين الدول الأوروبية، وتم رسم الحدود وتعيين الفواصل السياسية بين حكم رجل ابيض وحكم رجل ابيض آخر (4).
وبعد المؤتمر كان مجرود وصول التجار والارساليات التبشيرية هو الخطوة الأولى عادة للاستعمار، لأنه يتبع ذلك تكوين شركات أو فرض حماية، أو فرض السيطرة السياسية، أو الاقتصادية، وكم من الحالات أدت فيها شره شركة أو اقدام فرد أو تصميم ضابط بحري، أو بري، على رفع العلم الذي أدى إلى تقرير مصير أقطار وأمم (5).
إذا فندنا آراء الكتاب الغربيين حول المؤتمر ومدى ما حققه من نجاح نجد أن إميل باننگ Emile Banning في تقييمه للمؤتمر رأى، بأنه حقق هدفين رئيسييين:
1. أقر المؤتمر دولة حرة كبرى في قلب أفريقيا الاستوائية تكون من الناحية التجارية مفتوحة لكل الشعوب، بينما من الناحية السياسية بعيدة، عن المنافسات الدولية.
2. وضع المؤتمر اسس التنظيمات الاقتصادية المتعلقة بالمناطق الداخلية في القارة.

وثبت المؤتمر مبادئ الحرية والمنافسة بين الدول الأوروبية كما أتاح الفرصة لتقسيم القارة شمال وجنوبي خط الاستواء بطريقة سليمة دون سفك الدماء ولا خلافات طاحنة كتلك التي صاحبت استعمار الأمريكتين فتقسيم أفريقيا تم بتخطيط سليم من وجهة النظر الأوروبية.
يلاحظ مما سبق أن راي باننج فيه الكثير من المغالطات والروح الاستعمارية فبالنسبة لدولة الكونغو الحرة فلم تستمر تحمل هذه الصفة طويلاً فقد أصبحت في عام 1908 مستعمرة بلجيكية (1).

## الهامش
1. ↑  "معلومات عن مؤتمر برلين 1884 على موقع id.loc.gov". id.loc.gov. مؤرشف من الأصل في 2019-12-11.
2. ↑  "معلومات عن مؤتمر برلين 1884 على موقع catalogue.bnf.fr". catalogue.bnf.fr. مؤرشف من الأصل في 2019-06-19.
3. ↑  "معلومات عن مؤتمر برلين 1884 على موقع d-nb.info". d-nb.info. مؤرشف من الأصل في 2019-12-11.

## ببليوجرافيا
- Chamberlain, Muriel E. (1999). The Scramble for Africa. London: Longman, 1974, 2nd ed. ISBN 0-582-36881-2.
- Crowe, Sybil E. (1942). The Berlin West African Conference, 1884–1985. New York: Longmans, Green. ISBN 0-8371-3287-8 (1981, New ed. edition).
- Förster, Stig, Wolfgang J. Mommsen, and Ronald Edward Robinson (1989). Bismarck, Europe, and Africa: The Berlin Africa Conference 1884–1885 and the Onset of Partition. Oxford: Oxford University Press. ISBN 0-19-920500-0.
- Hochschild, Adam (1999). King Leopold's Ghost. ISBN 0-395-75924-2.
- Petringa, Maria (2006). Brazza, A Life for Africa. ISBN 978-1-4259-1198-0.

## وصلات خارجية
- Geography.about.com - Berlin Conference of 1884-1885 to Divide Africa نسخة محفوظة 3 ديسمبر 2016 على موقع واي باك مشين..